# Kertapati (Pagar Jati)
Kertapati is een bestuurslaag in het regentschap Bengkulu Tengah van de provincie Bengkulu, Indonesië. Kertapati telt 1571 inwoners (volkstelling 2010).